# Château de Northampton
Le château de Northampton fut l'un des plus célèbres châteaux de style roman en Angleterre. Il fut construit en 1084, sous la direction de Simon Ier de Senlis, premier comte de Northampton. Il fallut plusieurs années avant de le voir terminé, la date à laquelle il fut achevé n'est pas mentionnée dans le Domesday Book, mais une grande étude sur l'Angleterre la situa en 1086. Le site du château se trouvait à  l'extérieur de la porte de ville ouest, et était défendu sur trois côtés par de profondes douves. Une branche du Nene fournissait une barrière naturelle sur le côté ouest. Le château était doté de vastes parcs et d'un grand donjon. Les portes étaient entourées de remparts en terre, utilisés pour monter l'artillerie. Le château fut “effacé” par l'arrivée au XIXe siècle d'une branche de chemin de fer, connue aujourd'hui comme la West Coast Main Line du XIXe siècle, dont la gare fut construite sur le site du château, et ce fut ainsi que la Northampton Castle Station vit le jour.

## Histoire

### Période ancienne

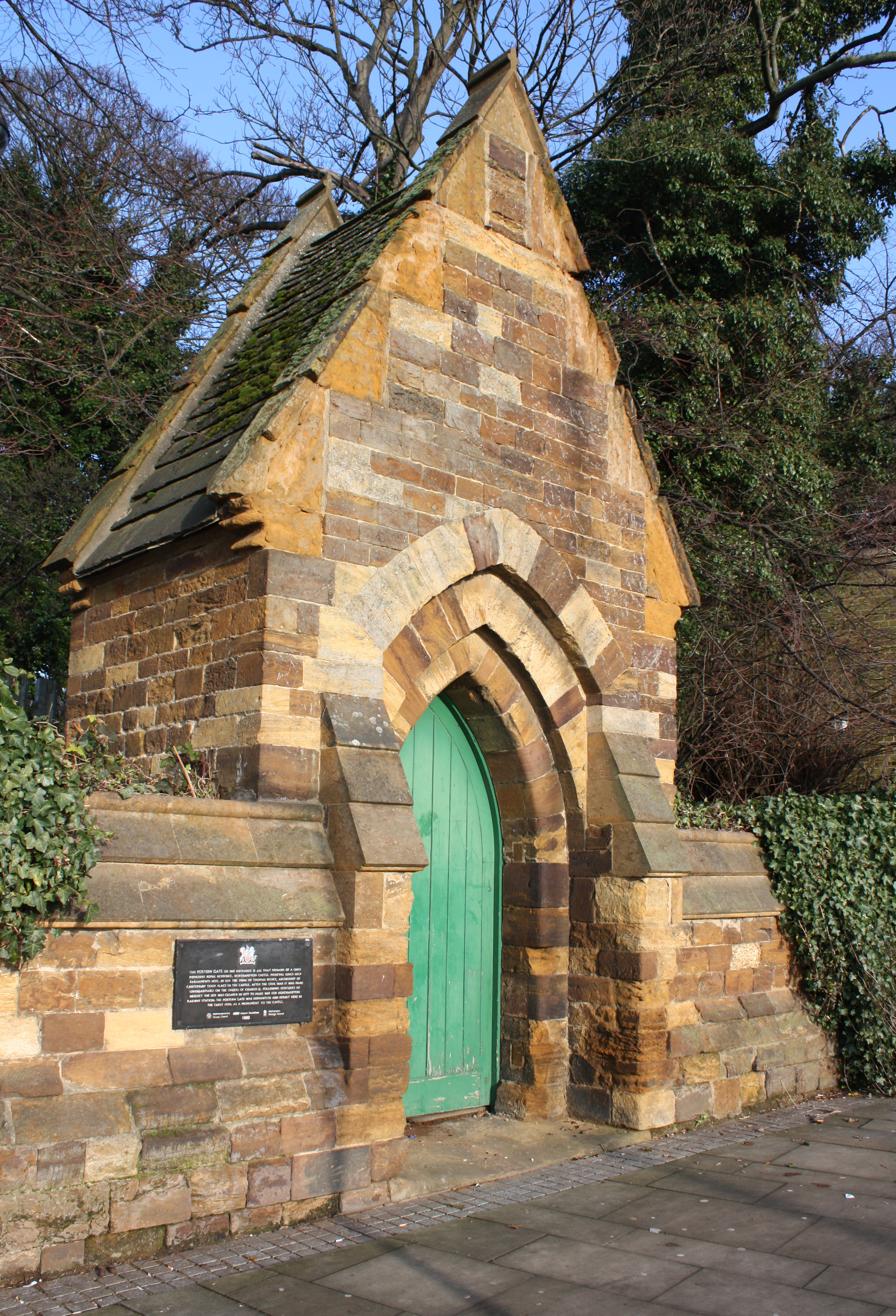
Vue de la poterne - probablement la même que celle représentée sur l'image de Harthorne - en janvier 2013 dans le mur de Northampton Castle Station.

Sous le règne d'Henri II, le château était dans les mains de la Couronne. Pendant les guerres civiles opposant le roi Jean à ses barons, ces derniers l'utilisèrent comme forteresse. Lorsque le roi triompha, le château fut confié à Foulk de Brent, que le roi avait admiré pour son courage pendant la guerre.
En 1164, Thomas Becket fut jugé au château devant un grand conseil. Après s'être échappé en s'habillant comme un moine, Becket s'enfuit alors en France.
En 1264, pendant la seconde guerre des barons qui opposa le roi Henri III à ses nobles, le château était détenu par les barons confédérés et régi par Simon de Montfort. Lorsque le roi vainquit la garnison, le château retourna à la Couronne. Il resta une propriété de la Couronne jusqu'au règne d'Édouard III, lors duquel Thomas Wake, alors shérif de Blisworth, affirma qu'il appartenait au comté qui était sous sa juridiction.

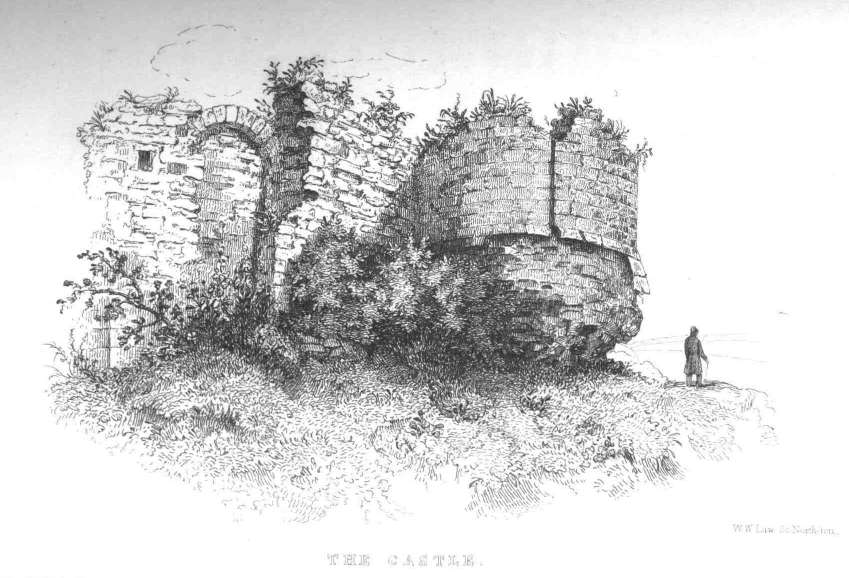
Un bastion faisant saillie vers l'extérieur au château de Northampton.

En 1452, sous le règne du roi Henri VI, le château fut loué pendant vingt années à Robert Caldecote, pour un loyer annuel de 5 £. Ce loyer comprenait également « tous les animaux errants ou sauvages se trouvant sur le domaine du château, les herbages à l'intérieur des murailles et dans les fossés, ainsi qu'une certaine prairie, et enfin le droit de pêcher dans la rivière. »    
Au moment de la Restauration de la monarchie anglaise en 1660, le château était dans les mains de Sir Arthur Haselrig (en), qui le divisa en plusieurs particuliers qui établirent des maisons sur les fossés. Une chapelle publique dédiée à saint Georges vit le jour à l'intérieur du château.
En 1662, sur ordre du roi, certaines parties du château, ainsi que les murs et les portes de la ville, furent démolis. Jusqu'en 1675, les parties restantes de la forteresse furent utilisées comme prison du comté, et les deux cours de justice se tinrent en ce lieu.

### Ère victorienne
Jusqu'en 1879, on pouvait encore retrouver les fondations du château sur les côtés sud et ouest, et sur le côté sud, se tenait également une partie d'un bastion de forme arrondie, s'agissant autrefois de la prison.
Le développement du chemin de fer en Angleterre pendant la période victorienne contourna initialement Northampton. La ligne principale partant de la gare d’Euston à Londres, aujourd'hui connue sous le nom de West Coast Main Line, passait à environ 5 kilomètres au sud de la ville. Cependant, en 1879, une ligne faisant un circuit en direction de Northampton fut construite. Cette année là, le château et ses fondations furent démolis par la LNWR pour laisser place à la construction de la gare appelée Castle Station. Les seuls vestiges qui survécurent furent des talus de terre situés à côté de St. Andrews Road ainsi que la poterne repositionnée, "une arcade sans importance", imbriquée dans le mur de la gare qui faisait face à la route principale.
La gare fut reconstruite en 1963-64 avec le suffixe «Castle» ajouté à son nom, car elle était devenue la seule gare restante dans la ville. Des fouilles effectuées en 1961, avant la reconstruction, révélèrent des ouvrages défensifs datant du XIIe siècle, dont un fossé d'environ 2 700 m de large et 900 m de profondeur et un talus de 2 400 m de large et 600 m de haut.

### XXIesiècle
Un groupe de bénévoles appelé les Amis du Château de Northampton (Friends of Northampton Castle, (FONC), en anglais) fut créé pour faire connaître le château et fournir des renseignements sur l'histoire du site et le château lui-même. En juillet 2012, ce groupe ordonna une reconstruction en 3D du château qui fut publiée sur YouTube.
L'expansion de la ville et le lancement en 2011 d'une zone riveraine à Northampton destinée aux entreprises, la Northampton Waterside Enterprise Zone créa la nécessité d'élargir, de redévelopper et doubler la taille de la gare, espérant lui redonner le nom de « Northampton Castle ». Le début des travaux étant prévus en 2013, on en profita pour effectuer de nouvelles fouilles en 2012-13. Celles-ci ont jusqu'à présent été plus étendues et ont permis de découvrir beaucoup plus que ce qui était attendu, comme du matériel d'origine saxonne, dont une broche, des fragments de poterie et un mur ferrugineux.

## Source
- (en) Cet article est partiellement ou en totalité issu de l’article de Wikipédia en anglais intitulé « Northampton Castle » (voir la liste des auteurs).